# 杭州全民健身中心
杭州全民健身中心是杭州市的一处大型全民健身中心，位于上城区富春路80号，由市体育局主管，它是杭州亚运会新建场馆，总建筑面积88143平米，2022年7月1日起对市民开放。

## 简介
中心有游泳、乒乓球、羽毛球、篮球、击剑等数十个运动场馆，以及国民体质监测、青少年科技体育等场地。
中心坚持主要场馆公益性低免开放，首批开放场馆有游泳馆、乒乓球馆、击剑馆、羽毛球馆。开设有游泳、乒乓球、击剑项目的培训课程。还提供免费的国民体质监测服务。
拥有地下三层共700个停车位。

## 交通
可乘杭州地铁4号线至甬江路站A出口到达。乘80路公交车至富春路闻潮路口站。